# Іврінезу-Мік
Іврінезу-Мік (рум. Ivrinezu Mic) — село у повіті Констанца в Румунії. Входить до складу комуни Пештера.
Село розташоване на відстані 156 км на схід від Бухареста, 47 км на захід від Констанци, 133 км на південь від Галаца.

## Населення
За даними перепису населення 2002 року у селі проживала 431 особа, усі — румуни. Усі жителі села рідною мовою назвали румунську.